# Каката
Каката (англ. Kakata) — місто в Ліберії.

## Географія
Розташоване на заході центральної частини країни, в 55 км на північний схід від столиці країни, міста Монровія. Адміністративний центр графства Маргібі, а також центр округу Каката. Абсолютна висота — 132 метри над рівнем моря.

### Клімат
Місто знаходиться у зоні, котра характеризується мусонним кліматом. Найтепліший місяць — березень із середньою температурою 26.7 °C (80.1 °F). Найхолодніший місяць — серпень, із середньою температурою 24.3 °С (75.7 °F).
| Клімат Какати           | Клімат Какати | Клімат Какати | Клімат Какати | Клімат Какати | Клімат Какати | Клімат Какати | Клімат Какати | Клімат Какати | Клімат Какати | Клімат Какати | Клімат Какати | Клімат Какати | Клімат Какати |
| Показник                | Січ.          | Лют.          | Бер.          | Квіт.         | Трав.         | Черв.         | Лип.          | Серп.         | Вер.          | Жовт.         | Лист.         | Груд.         | Рік           |
| Середня температура, °C | 25,3          | 26,1          | 26,7          | 26,6          | 26,3          | 25,4          | 24,5          | 24,3          | 24,8          | 25,4          | 25,8          | 25,2          | 25,5          |
| Норма опадів, мм        | 26.6          | 43.5          | 94.2          | 142.4         | 253.8         | 437.8         | 490.6         | 517           | 572           | 331.6         | 146.9         | 56            | 3112.4        |
| Днів з опадами          | 2             | 3             | 7             | 10,6          | 18,3          | 21,5          | 22,8          | 24,3          | 24,6          | 21,5          | 13,3          | 4,8           | 173,7         |
| Вологість повітря, %    | 77.4          | 76.4          | 78.3          | 78.5          | 82.4          | 83.7          | 85.6          | 86.4          | 85.1          | 82.8          | 83.2          | 81.6          | 81.8          |
| ----------------------- | ------------- | ------------- | ------------- | ------------- | ------------- | ------------- | ------------- | ------------- | ------------- | ------------- | ------------- | ------------- | ------------- |
| Джерело: Weatherbase    |               |               |               |               |               |               |               |               |               |               |               |               |               |

## Населення
За даними на 2013 рік чисельність населення становить 34 936 осіб. П'яте за величиною місто країни.
Динаміка чисельності населення міста по роках:
| 2008   | 2013   |
| ------ | ------ |
| 33 945 | 34 936 |

## Транспорт
З'єднаний асфальтованою дорогою з Монровією, а також дорогами без покриття з низкою інших населених пунктів країни.

## Радіо
Радіо — головне джерело новин. Основні радіостанції:
- Radio Kakata is 101.7 FM
- Atlantic Radio 92.6
- Choice FM is 98.2 FM
- The BBC World Service is 103.0 FM